# Neorhynchia strebeli
Neorhynchia strebeli är en armfotingsart som först beskrevs av Dall 1908.  Neorhynchia strebeli ingår i släktet Neorhynchia och familjen Frieleiidae. Inga underarter finns listade i Catalogue of Life.